# Tømmerup (Tårnby Sogn)
 For alternative betydninger, se Tømmerup. (Se også artikler, som begynder med Tømmerup)
Tømmerup er en landbrugs- og gartneribebyggelse på Amager nær København. Navnet skal være fra en mand ved navn Tumi.
Tømmerup var engang en af de større landsbyer på øen. Den består af en række gårde og har bevaret en vis landlig karakter med en beliggenhed i en smal kile mellem et parcelhuskvarter og Københavns Lufthavn. Tidligere gik Amager Landevej lige igennem Tømmerup på vej til Store Magleby og Dragør.
2 km øst for landsbyen lå Tømmerup Station, en del af den nu nedlagte Amagerbanen. Stationen var kendt for at transportere natrenovation (også kaldet latriner) i specialvogne til udkørsel på de omkringliggende gårde og gartnerier.
Fra 1914 til 1915 var her også et sidespor til virksomheden Jens Villadsen Fabrikker A/S, kendt for byggematerialet ICOPAL. På grund af udvidelsen af lufthavnen måtte Amagerbanen i slutningen af 1950 nedlægges, men stationen i Tømmerup blev liggende indtil 1968. Nabolandsbyen, Maglebylille, blev ved samme lejlighed jævnet med jorden.

## Gårde
- Helgeshøj, Tømmerupvej 3. På gårdens jorder har der ligget to bronzealderhøje, Broderhøje, der forsvandt i løbet af 1800-tallet. I 1970 blev der foretaget en spændende udgravning ved de tilbageværende sten. Her blev Amagers ældste spor efter oldtidens plov, arden, afsløret.[4]
- Nordrehøj, Tømmerup Stræde. Nordrehøjs stuehus brændte omkring 1900 men blev genopbygget, her har samme familie levet i flere generationer.[4]
- Birkegården, Høgsbrovej 38. Ved gadekæret ligger Birkegården, tidligere tiders vel nok største gård i Tømmerup. Gården var udsat for to brande i begyndelsen af 1900-tallet. Bygningerne er blevet renoveret gennem tiden. Gården var ejet af samme familie gennem tre generationer, men er overtaget af Tårnby Kommune.[4]
- Hjørnegård, Tømmerupvej 52. Stammer fra midten af 1700-tallet.[4]
- Lykkebogård, Tømmerupvej 58. Dobbeltgården Lykkebogård fra midten af 1800-tallet og Isakgårdens stuehus fra slutningen af 1800-tallet, længerne er dog ældre.[4]
- Nybo, Tømmerupvej 65. Gennem flere generationer var her karetmagerværksted, hvor gårdenes vognhjul blev fremstillet og repareret. Bagved denne ligger en mindre ældre ejendom. Den efterfølgende gård Nybo er nyopført i 1901, de tidligere bygninger var fra første halvdel af 1800-tallet.[4]
- Tømmerupgård, Tømmerupvej 72. Den ældste del af gården er fra 1700-tallet.[4]
- Fædres Minde, Tømmerupvej 85. Opført i midten af 1800-tallet.[4]
- Bakkegården, Rytterstien 10. Et moderne parcelhus fungerer som bolig, mens den oprindelige gård anvendes til andre formål.[4]
- Skelgård, Tømmerupvej 100.
- Fædres Gave, Tømmerupvej 108. Er fra anden halvdel af 1800-tallet.[4]
- Rønnegård, Tømmerupvej 135. Var tidligere et stort gartneri, og blev grundlagt i 1927 af Albert Lindgreen og stadig beboet af samme familie.[4]
- Engdal, Tømmerupvej 138A.
- Skolevang, Tømmerupvej 157. Den gamle Tømmerup-Ullerup Skole, der blev opført i 1832, men afløst af to ens skoler i de to landsbyer i 1908. Efterkommere fra skolens sidste lærer, Godtfred Thybo, bor stadig i huset.[4]
- Maglehøj, Tømmerupvej 174.
- Viberupgård, Tømmerupvej 212. De nuværende bygninger er fra 1885-1910, men der har ligget en gård her tilbage i 1700-tallet.[4]

## Tømmerup Kro

### Landhandel, kro og telefoncentral
Bygningen "Enigheds Værn", der blev opført i 1898 ligger på Tømmerupvej 75. Oprindelig en blandet landhandel, men allerede i begyndelsen af forrige århundrede blev der indrettet kro i stueetagen. I bagbygningen var der mejeri i mange år. I 1910 etablerede K.T.A.S. "Central Magle" i ejendommen. Den lille telefoncentral havde fra starten fire år før været installeret hos smedemester Svenningsen lidt nordligere.
1. februar 1959 overtog Connie og Børge Hansen Tømmerup Købmandshandel. Alle kakkelovne i bygningen blev fjernet og der blev indlagt centralvarme. På det tidspunkt var der også en nærliggende købmand i Tømmerup Stræde og lidt sydligere købmænd i Ullerup og Viberup. I bagbygningen var der røgeri. Når "Røg Peter" var i aktivitet var man ikke i tvivl. Da røgeriet blev nedlagt blev bagbygningen ombygget til beboelse. På 1. salen i hovedbygningen var der i mange år selskabslokaler. Men periodevis har der også været værksted, hvor der blev fremstillet materialer til boblehaller. "Familie Journalen" blev en overgang fremstillet her og der har været et mindre avistrykkeri. I begyndelsen af halvfjerdserne anvendte en møbelpolster lokalerne. Der blev lokalt på et tidspunkt talt en del om den livlige trafik til og fra bygningen. Man var næsten sikker på, at der måtte foregå noget utugtigt i ejendommen. Men der var bare indrettet klublejligheder på 1. sal. Købmandsbutikken blev lukket i 1974. Fra nyere tid husker de fleste, at et større rengøringsfirma havde kontor i bygningen og Grethe Sørensen havde lejet 1. salen, hvor der igen var indrettet selskabslokaler. I 2002 købte et af Amagers største revisionsfirmaer den gamle kro. Revisor Lennart Gutfelt har nænsomt sørget for renovering af både hovedbygning og baghus af den over hundrede år gamle bygning.

## Fastelavn
Tømmerup red sidste gang i 1986, i Sundby red man sidste gang i 1924, i 1972 red man så igen, var selv den der startede det, og hvert år siden ridder man så stadig. Så er der Veksø, hvor man så også ridder hvert år de sidste over 100 år. I Meklenborg Forpommern red man også siden fordoms tid overalt har kendskab til 39 byer, i dag er der stadig 5 byer på Darß der ridder. Nogle steder cykler voksne mænd, og nogen steder slår man fra veteran traktorer, så det er enormt festligt.
Fastelavn med tøndeslagning til hest har en lang historie og har sin oprindelse med de hollandske indvandrere, som kom til Amager helt tilbage til 1520’erne.
Siden 1952 har børnene taget traditionen op, hvor tøndeslagning foregår på cykel. Ellers er det en nøjagtig kopi af de voksne mænds fastelavn.

### Fastelavn til hest
På Amager har man bibeholdt den gamle tradition med fastelavnsridning og tøndeslagning i Dragør, St. Magleby og Ullerup. Man kan nå at overvære de drabelige slag alle tre steder: i Dragør foregår det fastelavnssøndag ved Blushøj, i St. Magleby er det fastelavnsmandag i Hovedgaden, og onsdag står slaget i Ullerup ved Fægårdsvej.
Rytterne er iført hvide stive skjorter, sorte bukser og broderede veste samt høj hat med bånd. Under skjorten har de fleste sikkert en ulden trøje, for det kan være bidende koldt på denne årstid. Hesten har seletøj smykket med snekker som garderhursarernes heste, en top med kunstige blomster, og halen er flettet som oftest i form af en krone og med røde og hvide silkebånd.
Før i tiden blev der også redet i Tømmerup (sidste fastelavnsridning i Tømmerup var i 1982) og Maglebylille (sidste gang 1953) - om mandagen.
Et fastelavnsoptog skal mindst bestå af tolv ryttere, vogn til musikken og to ﬂagmænd. Alt dette skal planlægges. Rytterne skal være særdeles habile. Det er ret anstrengende at ride en hel dag og slå til tønden bagefter – oven i købet efter adskillige glas med punch.
Tøndestokken var udført af tjørn. Træet var lagret i 5-6 år og en tøndestok kunne holde i op til 150 år. I dag ville det koste en formue, så der bruges asketræ, som også er en meget hård trætype. Asketræet bliver lagret i ca. 10 år, før det er stærkt nok.
Tjørn var før 1950'erne meget udbredt i Tårnby. Sprogforskere mener, at Tårnby stammer fra ordet tjørn.

### Fastelavn på cykel
Søndagen efter fastelavnsmandag bliver der i Tømmerup slået katten af tønden på cykel for drengene mellem 6 og 16 år. Det foregår kl. 16. Det er en tradition, der har fået drengene på cyklen siden 1952, og som stadigvæk holdes i hævd.